# Estado intermediário
Estado intermediário, na escatologia cristã, é uma referência à existência "intermediária" de uma pessoa entre a morte e a ressurreição universal. O conceito está relacionado às doutrinas do juízo particular, que ocorre logo após a morte, e do juízo geral (ou Juízo Final), que ocorre depois da ressurreição.
Durante os os primeiros anos do cristianismo, quando os fieis acreditavam na iminência do fim do mundo, havia pouco interesse sobre o estado intermediário entre a morte e a ressurreição. Posteriormente, cristãos orientais passaram a acreditar num conceito similar, mas não o definiram claramente de propósito para não embaçar a distinção entre os destinos definitivos possíveis, representados pelo céu e inferno. No ocidente, havia muito mais curiosidade sobre o estado intermediário, com evidências sobre o tema remontando à "Paixão das Santas Perpétua e Felicidade" (203), na qual se fala da crença de que os pecados podem ser expurgados pelo sofrimento numa vida após a morte e que este expurgo pode ser acelerado pela intercessão dos vivos (cristãos orientais também acreditavam que os mortos podem ser auxiliados pela oração).
Tanto no oriente quanto no ocidente, os que estão num estado intermediário tem sido tradicionalmente identificados como sendo beneficiários de orações (como as missas de réquiem). No oriente, acreditava-se que as orações beneficiam inclusive os pagãos enquanto que, no ocidente, Santo Agostinho defendeu que ela era útil apenas aos que estavam em comunhão com a Igreja e que o destino final de todas as almas é determinado na morte. No fim, a doutrina ocidental restringiu a eficácia das orações às almas no purgatório. Na Idade Média, a igreja ocidental oferecia indulgências aos que estavam no purgatório, um costume que evoluiu a partir da prática mais antiga das remissões canônica.
A doutrina das denominações protestantes negam a existência do purgatório católico e, portanto, não ensina a oração pelos mortos. Em compensação, Lutero ensinava o conceito do "sono da alma" ("mortalidade da alma"), comparando o sono de uma pessoa cansada depois de um dia de trabalho, cuja alma "não dorme, está acordada" (em latim: "non sic dormit, sed vigilat") e que pode "experimentar visões e os discursos dos anjos e de Deus", com o sono dos mortos, que nada experimentam, mas ainda "vivem para Deus" ("coram Deo vivit"). Calvino, por outro lado, acreditava que os mortos repousavam num estado de felicidade.

## Contexto judaico
Os primeiros hebreus não desenvolveram o conceito de ressurreição dos mortos e, portanto, não havia espaço para uma doutrina sobre o estado intermediário. Assim como outros grupos humanos vizinhos, eles compreendiam a morte como sendo o fim. Sua noção de "vida após a morte", o "sheol" ("fosso"), era um lugar escuro do qual ninguém retorna. Na época de Jesus, porém, o Livro de Daniel (Daniel 12:1-4) e uma profecia em Isaías (Isaías 26:19) popularizaram a ideia que os mortos no "sheol" seriam "ressuscitados para um juízo final".

## História
Uma exceção às visões tradicionais judaicas do "sheol", o Evangelho de Lucas, especificamente na Parábola do Rico e Lázaro, descreve o Hades em linha com a tradição intertestamental judaica de um "sheol" dividido entre os justos felizes e os maus em miséria. Posteriormente, Hipólito de Roma, partiu desta parábola e descreveu atividades no "Seio de Abraão" em "Contra Platão".
A partir de Santo Agostinho, cristãos passaram a acreditar que as almas dos que morrem ou descansam em paz, caso dos cristãos, ou são afligidos depois da morte, caso dos condenados, até a ressurreição. O Venerável Beda e São Bonifácio relatam visões de uma vida após a morte como uma divisão em quatro partes, incluindo lugares agradáveis e terríveis no céu e no inferno criados para abrigar as almas até o Juízo Final.
Depois de Agostinho, a Igreja Católica passou a ensinar que todos os que morrem na graça de Deus e amigos d'Ele, mas que ainda não estão perfeitamente puros, passam por um processo de "purificação" para alcançar a santidade necessária para adentrar a alegria do céu. Este processo ficou conhecido como purgatório. Num raciocínio similar, teólogos católicos batizaram de "limbo" o lugar para onde são enviadas as almas das crianças falecidas antes do batismo, e de "limbo dos profetas", o lugar para onde vão as almas dos justos que viveram antes da vinda de Jesus.
No século XVI, reformadores como Lutero e Calvino desafiaram a doutrina do purgatório. Ambos continuavam a acreditar num estado intermediário, mas Calvino defendia uma existência mais consciente para as almas dos mortos do que Lutero. Para ele, os crentes no estado intermediário gozavam de uma benção incompleta na esperança da ressurreição e a teologia reformada baseia-se majoritariamente nesta crença.

## Doutrina
Tradicionalmente há no Cristianismo três pontos de vista principais sobre o  estado intermediário dos mortos: a visão de que a alma deixa o corpo na morte para receber sua recompensa no céu ou em inferno; a visão aniquilacionista de que alma e corpo são inseparáveis e que em a morte ambas estão extintas; e a visão do sono da alma, pelo qual a alma permanece adormecida em um estado de inconsciência até a ressurreição. 

### Antecipação de um estado final
Algumas tradições teológicas, incluindo a Igreja Católica Apostólica Romana, a maior parte dos protestantes, boa parte dos anabatistas e a Ortodoxia, ensinam que um estado intermediário é uma antecipação não corporal do "estado final". Assim, os que morrem acreditando em Jesus Cristo experimentam a felicidade da presença de Deus (o chamado "Seio de Abraão") e descansam no Céu até a ressurreição universal (Lucas 23:43). Os que morrem na amizade de Deus, mas não em um estado suficientemente satisfatório de santidade, passam por um estado de purificação antes de entrar no Céu. Já aqueles que morrem sem se arrepender de seus pecados experimentarão tormentos enquanto aguardam a condenação final no julgamento final (II Pedro 2:9).

### Mortalismo cristão
O termo histórico mais neutro para esta crença atualmente é geralmente "mortalismo" ou "mortalismo cristão" The terms Soul sleep.
Um grupo minoritário de cristãos, incluindo William Tyndale, Martinho Lutero, alguns anglicanos como E. W. Bullinger e denominações específicas como os Adventistas do Sétimo Dia e cristadelfianos, negam qualquer existência consciente da alma após a morte, acreditando que o estado intermediário dos mortos seja apenas um "sono" inconsciente. Testemunhas de Jeová também acreditam nisto, excluindo apenas os 144.000..

### Sono da Alma
Segundo estas crenças, a alma não tem consciência de nada após a morte e não saberá sequer quanto tempo se passou até a ressurreição. Para elas, seria como se o tempo passasse imediatamente da morte para a ressurreição.